# Драгомир Бенчић
Драгомир Бенчић (Пула, 30. октобар 1911 — Загреб, 23. јун 1967), учесник Народноослободилачке борбе, генерал-потпуковник ЈНА, друштвено-политички радник СФР Југославије и СР Хрватске и народни херој Југославије.

## Биографија
Рођен је 30. октобра 1911. године у Пули, у сиромашној чиновничкој породици. Основну школу завршио је у родном граду, а гимназију у Љубљани. Након тога студирао је грађевинарство на Техничком факултету у Љубљани. Пред рат 1941. године, запослен као техничар, прикључио се радничком покрету.
У јуну 1941. године прикључио се Народноослободилачком покрету, а партизанима се придружио априла 1942. године. Пре тога, априла 1941, добровољно се пријавио у војску да би учествовао у одбрани Југославије. Био је затворен, али је успео да побегне из Љубљане. Након тога је учествовао у припремама за оружани устанак.
Априла 1942. године, ступио је у Прву чету Нотрањског одреда, а у јуну постао члан Комунистичке партије Југославије и политички комесар чете. Доцније је био политички комесар батаљона Доломитског одреда од краја 1942, Прве истарске бригаде од септембра 1943, Тринаесте ударне бригаде на прелазу из 1943. у 1944, Четрнаесте дивизије од марта 1944, Четврте оперативне зоне за Штајерску и Корушку од августа 1944. и најзад Деветог корпуса од марта 1945. године. Током рата био је рањаван три пута.
После рата, биран је у Главни одбор Освободилне фронте Словеније, а био је и секретар Покрајинског народноослободилачког одбора за Словеначко приморје и Истру. Након тога је постављен за команданта Југословенског одреда за Истру и Словеначко приморје. Дипломирао је грађевинарство на Техничком факултету и завршио Вишу војну академију ЈНА. Вршио је и следеће функције:
- заменик и начелник Грађевинске управе Државног секретаријата за народну одбрану (ДСНО)
- помоћник команданта Загребачке војне овласти за политичко-управне послове
- члан Опуномоћства Централног комитета СКЈ за организацију СК у ЈНА
- руководилац Опуномоћства ЦК за Загребачку војну област

Умро је 23. јуна 1967. године у Загребу, а сахрањен је у Љубљани.
Носилац је Партизанске споменице 1941. и више југословенских одликовања. Орденом народног хероја одликован је 27. новембра 1953. године.